# Nikolaï Barabachov
Nikolaï Pavlovitch Barabachov (en russe Никола́й Па́влович Барабашо́в ; en ukrainien Мико́ла Па́влович Барабашо́в, Mykola Pavlovytch Barabachov), né le 30 mars 1894 à Kharkov (alors dans l'Empire russe) et mort le 29 avril 1971 dans la même ville (alors en RSS d'Ukraine), est un astronome soviétique.
Barabashov est né à Kharkov, dans le gouvernement de Kharkov, dans l'Empire russe. Il est diplômé de l'Université de Kharkiv, en Ukraine, en 1919. Il est directeur de l'observatoire de Kharkiv en 1930, professeur à l'Université de Kharkiv en 1934 puis recteur de l'Université de Kharkiv de 1943 à 1946. Il devient membre de l'Académie des sciences de la RSS d'Ukraine en 1948.
Il est co-auteur de la publication révolutionnaire des premières images de la face cachée de la Lune en 1961, intitulée Atlas of the Other Side of the Moon (littéralement Atlas de l'autre côté de la Lune). Le cratère martien Barabashov a été nommé en son honneur en 1973. L'astéroïde (2883) Barabashov, découvert en 1978 par l'astronome soviétique Nikolaï Tchernykh, porte également son nom.

## Honneurs et récompenses
- Héros du travail socialiste
- Quatre fois l'ordre de Lénine
- Ordre du Drapeau rouge du Travail